# Симеизский поселковый совет
Симеи́зский поселко́вый сове́т (укр. Симеїзська селищна рада, крымскотат. Simeiz qasaba şurası, Симеиз къасаба шурасы) — административно-территориальная единица в подчинении Ялтинского горсовета АР Крым Украины (фактически до 2014 года); ранее до 1991 года — в составе Крымской области УССР в СССР, до 1954 года — в составе Крымской области РСФСР в СССР, до 1945 года — в составе Крымской АССР РСФСР в СССР.
К 2014 году состоял из 7 населённых пунктов: 6 посёлков городского типа (Симеиз, Кацивели, Понизовка, Парковое, Береговое (Кастрополь) и Голубой Залив) и одного села (Оползневое).
Общая площадь Симеизского поселкового совета составляла 3867 гектаров (по данным докладов симеизского поселкового головы) или 3176,9 гектара (по другим данным) — это 11,2 % территории подчинённой Ялтинскому горсовету

Из общей площади поселкового совета в границах населённых пунктов находится 1203,1529 гектара.
На 1926 год, согласно Списку населённых пунктов Крымской АССР по Всесоюзной переписи 17 декабря 1926 года, в Ялтинском районе уже существоал Симеизский сельсовет.
На 1 января 1968 года поссовет включал 10 населённых пунктов: пгт Симеиз, сёла Бекетово и Оползневое и посёлки Береговое, Весёлое, Голубой Залив, Дачное, Зелёное, Парковое и Понизовка. На 1977 год посёлки были преобразованы в пгт, Бекетово присоединили к Парковому, Дачное — к Береговому, Зелёное — к Оползневому и в составе осталось 6 поселений Симеиз, Береговое, Голубой Залив, Парковое, Понизовка и село Оползневое.
В рамках российского административно-территориального деления Крыма, созданного в 2014 году, Симеизский поселковый совет был упразднён, а его территория входит в городской округ Ялта; в структуре администрации Ялты создан Симеизский территориальный орган, полномочия которого распространяются на ту же территорию, что и у упразднённого совета — подведомственная территория включает Симеиз, Береговое, Парковое, Кацивели, Понизовку, Голубой Залив, Оползневое.